# Steinbruch Morkepütz
Das Naturschutzgebiet Steinbruch Morkepütz liegt auf dem Gebiet der Stadt Wiehl im Oberbergischen Kreis in Nordrhein-Westfalen.
Das etwa 11,1 ha große Gebiet, das im Jahr 1985 unter Naturschutz gestellt wurde, erstreckt sich nördlich des Kernortes Wiehl. Am südlichen Rand verläuft die Landesstraße L 341 und fließt der Alpebach. Nördlich verläuft die A 4. Morkepütz, eine Ortschaft der Stadt Wiehl, liegt unweit nördlich des Gebietes. Es handelt sich um einen aufgelassenen Grauwacke-Steinbruch.

## Beschreibung
Im Steinbruch liegen mehrere Abbau-Terrassen. Es gibt 30 bis 40 m hohe Felswände und Schutthalden. An Felsen gibt es Initialstadien von Felsspaltengesellschaften. Im Großteil des Steinbruchs stehen aus Sukzession hervorgegangene strukturreiche Vorwälder. In noch offenen Bereichen gibt es teils ruderalisiertes Magergrünland. An der südexponierten Schutthalde zur Straße liegen noch halboffene Bereiche mit hoher faunistischer Bedeutung.
Das Fachinformationssystem vom Landesamt für Natur, Umwelt und Verbraucherschutz Nordrhein-Westfalen führt zum Wert des Gebietes auf: „Als Sekundärbiotope stellen die offenen Felswände und Schutthalden Refugiallebensräume dar und sind von besonderer faunistischer Bedeutung, wobei ihre Flächenausdehnung durch die zunehmende Wiederbewaldung eingeschränkt wird. Der Steinbruch ist ein wichtiger Trittstein im regionalen Biotopverbund zum Schutz insbesondere wärmeliebender Pflanzen und Tiere der Silikatfelsen, das Magergrünlands sowie von niederwaldartigen Bestockungen. Ein Teil der südexponierten Schutthänge sollte aufgrund ihrer hohen faunistischen Bedeutung entbuscht oder niederwaldartig genutzt werden. Das blütenreiche Magergrünland wird durch jährliche Schafbeweidung offengehalten werden.“

## Tierarten im Schutzgebiet
Das Fachinformationssystem vom Landesamt für Natur, Umwelt und Verbraucherschutz Nordrhein-Westfalen führt im Gebiet auf: Gelbwürfeliger Dickkopffalter, Gemeiner Grashüpfer, Pantherspanner, Roesels Beißschrecke, Säbel-Dornschrecke und Uhu.